# Bezugshöhe
Als Bezugshöhe wird in den Geowissenschaften und der Technik jene Höhe über dem Meeresspiegel verstanden, auf den sich genaue Höhenmessungen einer staatlichen oder Landesvermessung beziehen. Binnenstaaten beziehen Höhenmessungen auf abgeleitete geodätische Datumspunkte (Festpunkte „nullter Ordnung“) mit genauer Meereshöhe, die sie auf ihren Staatsgebieten definiert haben; sie dienen meist auch als Punkte des Schweregrundnetzes.
Originärer Bezugspunkt ist in Küstenstaaten meist ein Mareograf (oder ein System von Pegeln) an der nächstgelegenen Meeresküste. Von diesem Bezugsniveau aus hat die jeweilige Landesvermessung – meist erstmals im 18. oder 19. Jahrhundert – ein netzartiges Präzisionsnivellement über das Staatsgebiet durchgeführt. Die Ergebnisse solcher Höhennetze wurden/werden entlang der Messlinien als große Zahl abgeleiteter Höhenfestpunkte (HFP) in stabilen Gebäuden (Turm- oder Nivellementbolzen) oder im gewachsenen Fels vermarkt und durch weitere Festpunkte in der Nähe abgesichert, teilweise auch als zugeordnete Höhe von Vermessungspunkten in deren Datenfile angegeben. Sie stehen den Technikern im Abstand einiger 100 Meter bis Kilometer zur Verfügung. Man kann diese Höhenpunkte wegen ihres genauen Bezugs auf ein Landessystem auch als indirekte oder lokale Bezugshöhe betrachten.

## In der Navigation
Der Terminus „Bezugshöhe“ wird neben der Geodäsie vor allem in der Navigation verwendet:
- als Rechengröße für die Barometrische Höhenformel, die als Basis für den Vergleich des gemessenen Luftdrucks dient – siehe QNH
- für die Druckhöhenmesser der Luftfahrt im Reiseflug entweder der wahre oder der auf Normaldruck bezogene (fiktive) Meeresspiegel
- vor der Landung der vom Piloten einzustellende Höhenbezug für den Höhenmesser, der im Allgemeinen der Geländehöhe des Flugplatzes entspricht – siehe Aufsetzpunkt und QFE

## In der Meteorologie
Auch die Meteorologie bezieht berechnete oder gemessene Daten häufig auf eine bestimmte Höhe – unter anderem bei der Luftfeuchtigkeit und bei Modellen des Windfeldes, insbesondere den Höhenwinden. In Anbetracht der starken Zunahme der Windgeschwindigkeiten nach oben (siehe Logarithmisches Windprofil) wird der aktuelle Wind in einer bestimmten Höhe auf jenen in der „Referenzhöhe“ bezogen, um die Windformel für die vertikale Zunahme auf eine geeignete empirische Basis zu stellen.